# Polyrhachis rotumana
Polyrhachis rotumana é uma espécie de formiga do gênero Polyrhachis, pertencente à subfamília Formicinae.